# Arbeidsongeschiktheid (Nederland)
In Nederland bestaan meerdere definities van arbeidsongeschiktheid. De Wet werk en inkomen naar arbeidsvermogen (Wia) voor werknemers in loondienst maakt onderscheid tussen volledige en duurzame arbeidsongeschiktheid ("volledig en duurzaam arbeidsongeschikt is hij die als rechtstreeks en objectief medisch vast te stellen gevolg van ziekte, gebrek, zwangerschap of bevalling duurzaam slechts in staat is om met arbeid ten hoogste 20% te verdienen van het maatmaninkomen per uur") (art. 46 W.I.A.) en gedeeltelijke arbeidsongeschiktheid ("gedeeltelijk arbeidsgeschikt is hij die als rechtstreeks en objectief medisch vast te stellen gevolg van ziekte, gebrek, zwangerschap of bevalling slechts in staat is met arbeid ten hoogste 65% te verdienen van het maatmaninkomen per uur, doch die niet volledig en duurzaam arbeidsongeschikt is").

## Wettelijke regelingen
De WAO voor werknemers (de voorloper van de Wia), de Wajong voor jongeren en de in 2004 afgeschafte WAZ voor zelfstandigen kennen een vergelijkbare definitie: "Arbeidsongeschikt, geheel of gedeeltelijk, is hij die als rechtstreeks en objectief medisch vast te stellen gevolg van ziekte, gebreken, zwangerschap of bevalling geheel of gedeeltelijk niet in staat is om met arbeid te verdienen, hetgeen gezonde personen, met soortgelijke opleiding en ervaring, ter plaatse waar hij arbeid verricht of het laatst heeft verricht, of in de omgeving daarvan, met arbeid gewoonlijk verdienen".
De Wet financiering sociale verzekeringen gebruikt ook de term arbeidsbeperkt(e).

## Maatman en resterende verdiencapaciteit
De woorden in de definitie "hetgeen gezonde personen ... met arbeid gewoonlijk verdienen" worden kortweg samengevat in het begrip "maatman". Die maatman wordt in vrijwel alle gevallen gelijkgesteld met de fictieve persoon van de arbeidsongeschikte, wanneer die niet arbeidsongeschikt zou zijn geworden. Het salaris van die fictieve maatman - het maatmanloon -  wordt vergeleken met het salaris dat de arbeidsongeschikte - ondanks zijn beperkingen - nog kan verdienen. In de definitie is dat terug te vinden in het zinsdeel "geheel of gedeeltelijk niet in staat is om met arbeid te verdienen". De Wia definieert "maatmaninkomen" als: "hetgeen gezonde personen met soortgelijke opleiding en ervaring, ter plaatse waar hij arbeid verricht of het laatst heeft verricht, of in de omgeving daarvan met arbeid gewoonlijk verdienen". 
Dat wat de arbeidsongeschikte ondanks zijn arbeidsongeschiktheid nog kan verdienen heet de "resterende verdiencapaciteit".

## Mate van arbeidsongeschiktheid of arbeidsongeschiktheidspercentage
Het verschil tussen het maatmanloon en de resterende verdiencapaciteit is het verlies aan verdiencapaciteit. De mate van arbeidsongeschiktheid ofwel het arbeidsongeschiktheidspercentage wordt dan gedefinieerd als de verhouding van dat verlies tot het maatmanloon, uitgedrukt in procenten. Dus wanneer het maatmanloon m is en de resterende verdiencapaciteit is r, dan is het verlies aan verdiencapaciteit {\displaystyle m-r} 
en het arbeidsongeschiktheidspercentage {\displaystyle (m-r)/m}.
Als voorbeeld: Jan verdient als afdelingschef 20 euro per uur en als gevolg van ziekte kan hij alleen nog maar als magazijnmedewerker werken voor 15 euro per uur; het verlies aan verdiencapaciteit is 5 euro en het arbeidsongeschiktheidspercentage 25.

## Als gevolg van ziekte
De zinsnede in de definitie "die als rechtstreeks en objectief medisch vast te stellen gevolg van ziekte, gebreken, zwangerschap of bevalling" is politiek gezien het meest controversieel en leidt in de praktijk tot de grootste tegenstellingen tussen arbeidsongeschikten en uitkeringsverstrekker UWV. 
Niet elke ziekte hoeft te leiden tot arbeidsongeschiktheid, denk bijvoorbeeld aan een lichte verkoudheid. Er zijn ook ziekten, waarvan de effecten door middel van goed gedoseerde medicatie of hulpmiddelen als een bril of een gehoorapparaat kunnen worden weggenomen. Ook al is er in zo'n geval medisch gezien sprake van een ziekte, er is geen arbeidsongeschiktheid. Het is dan ook niet zo, dat iemand die zichzelf ziek voelt en daarom stopt met werken, automatisch een arbeidsongeschiktheidsuitkering kan krijgen. Nee, er moet een "rechtstreeks en objectief medisch vast te stellen" verband bestaan tussen de ziekte en het (gedeeltelijk of geheel) niet kunnen werken. 
Dat wil trouwens niet zeggen, dat de ziekte zelf objectief vast moet staan, de mogelijkheid wordt opengelaten dat er ziekten zijn, die de medische wetenschap nog niet heeft vastgesteld, maar die wel leiden tot arbeidsongeschiktheid.

### Oordeel
Als iemand die in loondienst werkt zich ziek meldt, wordt deze begeleid door een bedrijfsarts tot de loondoorbetalingsplicht van de werkgever vervalt en het UWV eventueel een uitkering toekent. Als de arbeidsongeschikte niet tevreden is, bijvoorbeeld over de inschatting van de bedrijfsarts over dienst belastbaarheid, of de inspanningen van werkgever voor re-integratie, kan het UWV kan op verzoek een deskundigenoordeel geven. Dit kan ook op verzoek van de werkgever.

### Langer ziek in dienst
In de meeste CAO's wordt het salaris als iemand langer ziek is verlaagd, bijvoorbeeld naar 70% in het tweede jaar. Het wettelijk minimum is 140% verdeeld over twee jaar. Uiteindelijk, vaak na twee jaar, zal het contract ontbonden worden of, bij gedeeltelijke arbeidsongeschiktheid soms aangepast naar een andere functie met minder loonwaarde. Dan zal het UWV bepalen in hoeverre iemand arbeidsongeschikt is en bij >35% arbeidsongeschiktheid een WIA uitkering toekennen. In de Werkwijzer Poortwachter beschrijft het UWV welke re-integratie inspanningen van werkgever verlangd worden. Als de werkgever daar niet aan voldoet, kan een sanctie worden opgelegd van maximaal een jaarloon van de werknemer. 